# The Chicago Manual of Style

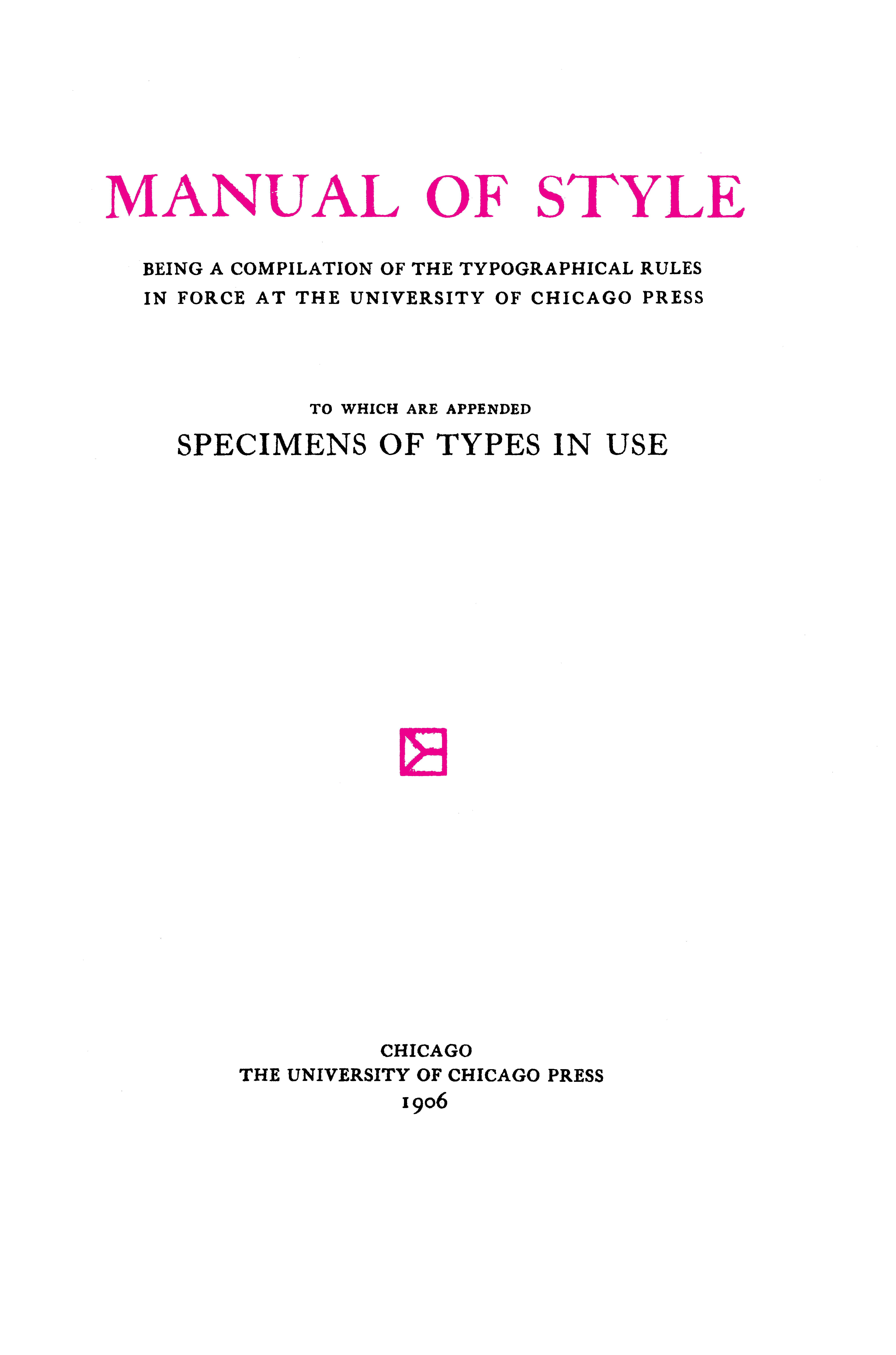
Pierwsze wydanie Chicago Manual of Style (1906)

The Chicago Manual of Style (CMOS) – opracowanie o stylu, rozumianym jako ogół zagadnień związanych z wyglądem tekstu pisanego – m.in. interpunkcją, pogrubieniem bądź nachyleniem czcionki. CMOS, mimo że w zamierzeniu był przeznaczony dla amerykańskiej odmiany języka angielskiego, jest stosowany w państwach anglojęzycznych, ponieważ klarownie objaśnia zagadnienia z tego zakresu.
Pierwsze wydanie powstało w roku 1906 i było zatytułowane Manual of Style. W 2010 roku ukazała się jego szesnasta wersja. Siedemnasta wersja ukazała się w roku 2017. Styl ten jest dostępny jako rozszerzenie programu Zotero służącego do zarządzania bibliografią i przypisami. Współpracuje z pakietem Libre Office za pośrednictwem środowiska Java. Styl Chicago jest używany także w publikacjach polskojęzycznych.
The Chicago Manual of Style jest wydawany przez wydawnictwo University of Chicago Press Uniwersytetu w Chicago.